# Toshi Densetsu Series
Toshi Densetsu Series (都市伝説シリーズ) ist ein erotischer Manga von Natsuki Imonet, der urbane Legenden parodiert.
Der Manga erfuhr eine Umsetzung als sechsteilige OVA, die zwischen 2016 und 2018 produziert und veröffentlicht wurde. Die OVA entstand unter der Regie von Natsumi Kinomoto im Animationsstudio New Generation. Als Produzent zeigte sich das Animationsstudio Mary Jane verantwortlich.

## Handlung
Der Manga und die dazugehörige sechsteilige OVA-Reihe erzählen eine mehr oder weniger zusammenhängende Geschichte in der verschiedenste fiktive Wesen japanischer Sagen und Folklore aufgegriffen werden, wie etwa Hanako-san, Hashishaku-sama, Merī-san no denwa oder Sadako Yamamura.

### Episode 1:Hanako-san
In der ersten Episode der OVA geht es um Hanako-san, die in eine unbekannten Person verliebt ist. Bevor sie ihren geschriebenen Liebesbrief überreichen kann, wird sie von ihrem Lehrer vergewaltigt und ermordet. Dieser begeht daraufhin Selbstmord. Jahre vergehen und das ehemalige Klassenzimmer Hanako-sans wird in einen Toilettenraum für Lehrkräfte umgewandelt, wo Hanaka als Geist spukt. Dabei schließt sie mit einem der Lehrer eine Art Freundschaft. Eines Tages erklärt Hanako ihm, dass sie erst dann ins Jenseits gehen könne, wenn sie sich ihren sehnlichsten Wunsch erfüllt.

### Episode 2:Die verfluchte DVD
Episode 2 der Serie basiert lose auf The Ring von Kōji Suzuki. Ein Oberschüler erhält von einem Klassenkameraden eine DVD von der es heißt, dass diese verflucht sei und jedem den Tod bringt, der diese DVD ansieht. Nicht an Flüche glaubend legt der Schüler die DVD in seinen DVD-Spieler ein, nur um kurz darauf festzustellen, dass sein Fernsehgerät Probleme macht. Es dauert nicht lange und ein geisterhaftes Mädchen steigt aus dem Fernseher hervor, die sich als Sadako vorstellt. Diese ist knapp bei Kasse und will durch die Produktion eines Pornofilms Geld verdienen und der Oberschüler wird als männlicher Hauptdarsteller auserkoren. Was er dabei nicht weiß ist, dass das Video zudem live im Internet übertragen wird.

### Episode 3:Hashishaku-sama
Die dritte Folge befasst sich lose mit der urbanen Legende um Hashishaku-sama, ein weiblicher Yōkai von 2,4 Metern Größe, von der es heißt, dass sie junge Männer aufsuche und diese binnen weniger Tage tötet, sofern sie Gefallen an diesen findet.
Eines Tages sieht ein Mittelschüler, wie eine Frau einen unbekannten Mann oral befriedigt und wird dabei von ebendieser Frau bemerkt. Diese scheint Gefallen an ihm gefunden zu haben. Als diese nachts bei ihm ans Fenster klopft, lässt der Junge die unbekannte Frau in sein Zimmer. Dort erfährt er von ihr, dass die Gerüchte um sie als Monster erfunden seien und sie in Wahrheit eine Gottheit ist. Beide freunden sich miteinander an und haben gemeinsamen Geschlechtsverkehr.

### Episode 4:Marys Telefonanruf
Folge 4 verarbeitet lose die moderne Sage um Merī-san no denwa. In der Sage geht es um ein kleines Mädchen, dass vor ihrem Umzug versehentlich ihre Lieblingspuppe zurücklässt, diese aber mit der Zeit vergisst. Eines Tages, als die Eltern nicht daheim sind, erhält das Mädchen einen seltsamen Anruf. Es entpuppt sich, dass der Anrufer ihre Lieblingspuppe ist und nach Rache sinnt.
In der Folge erhält ein junger Erwachsener, der von dem Gerücht um Mary-san erfahren hat, eines Nachts einen Anruf von ebenjener Mary. In dem Gerücht heißt es, dass der Angerufene sterben wird, sollte er den Anruf annehmen und auf sie reagieren. Erst auf ihre Anweisung hin dreht sich der Mann um und sieht ein hübsches Mädchen mit blonden Haaren. Sie gewährt diesem einen letzten Wunsch, bevor sie ihn umbringen will. Er wünscht sich, mit ihr zu schlafen, da er noch Jungfrau ist und nicht sterben möchte, bevor er sein erstes Mal hatte. Sie erfüllt seinen Wunsch und hat Sex mit ihm. Nach ihrem Akt sieht sie die Traurigkeit des jungen Mannes, verschont sein Leben und freundet sich mit diesem an.

### Episoden 5 und 6
In den letzten beiden veröffentlichten Folgen kommen alle vier Figuren aus den vorangegangenen Episoden vor. Auf Anruf von Hasshaku-sama, die besorgt um die Libido ihres Freundes ist, treffen sich alle vier Yōkai und beschließen, mit dem Jungen eine Orgie zu haben.

## Veröffentlichung

### Manga
Geschrieben und gezeichnet wurde der Manga von Satsuki Imonet. Dieser erschien im Erotikmangamagazin Comic Unreal. Später erhielt das Werk zahlreiche digitale Veröffentlichungen.

### Original Video Animation
Zwischen 2016 und 2018 erschienen sechs OVAs als Direct-to-DVD-Vertrieb. Die Regie übernahm Natsumi Kinomoto. Die OVA-Reihe entstand im Animationsstudio New Generation. Als Produzent und Vertrieb fungierte das Studio Mary Jane.
Die Episoden erschienen laut Internet Movie Database wie folgt:
- Folge 1 am 22. Januar 2016, Titel: Toilet no Hanako-san
- Folge 2 am 27. Mai 2016, Titel: Eroi no Video
- Folge 3 am 25. November 2016, Titel: Hasshaku-san
- Folge 4 am 19. Januar 2017, Titel: Merī-chan no denwa
- Folge 5 am 8. Juni 2018, Titel: Noroi no VR
- Folge 6 am 8. September 2018, Titel: Shūketsu! Erokawa kaī

#### Synchronisation
| Rolle           | Japanische Stimme (Seiyū)                  |
| --------------- | ------------------------------------------ |
| Hanako-san      | Kinako Yatsuhashi                          |
| Sadako          | Kanako Hatamiya (klein) Ruka Manome (groß) |
| Hashishaku-san  | Kei Mizusawa                               |
| Mary-san        | Hiromi Igarashi                            |
| Eguchi          | Keisuke Nakamura                           |
| Kakeru Suehiro  | Ria Akai                                   |
| Hiroshi Hitsuji | Isuke Natsumura                            |